# Jeviněves
Jeviněves (deutsch Jeniowes) ist eine Gemeinde in Tschechien. Sie liegt zehn Kilometer westlich von Mělník und gehört zum Okres Mělník.

## Geographie
Jeviněves befindet sich auf der Böhmischen Tafel am Fuße des Hügels Jevín. Südwestlich erhebt sich der Hügel Škarechov (Skarehof, 270 m).
Nachbarorte sind Horní Beřkovice im Norden, Daminěves im Nordosten, Jenišovice im Osten, Spomyšl im Südosten, Vraňany und Mlčechvosty im Süden, Nová Ves im Südwesten, Ledčice im Westen sowie Černouček im Nordwesten.

## Geschichte
Jeviněves entstand zwischen dem 13. und 14. Jahrhundert. Erstmals urkundlich erwähnt wurde der Ort 1374. Auf dem Jevín befand sich eine Burganlage und später eine Feste. Durch das Tal von Jeviněves führte eine Handelsverbindung von Prag nach Dresden. Zu den Besitzer von Jeviněves gehörten u. a. Pešek von Válovice und das Adelsgeschlecht Buškovický. Letztere verkauften im 17. Jahrhundert die Hälfte des Dorfes mit der Försterei und dem Weinberg an die Grafen Chotek. Unter den Chotek entstand ein Schlösschen als Sitz der Gutsverwaltung. Im 19. Jahrhundert hatte der Ort 465 Einwohner.
Nach der Aufhebung der Patrimonialherrschaften bildete Jeniněves ab 1848 eine Gemeinde im Bezirk Roudnice. Zum Ende des 19. Jahrhunderts wurde der Ortsname zuerst in Jeňoves und schließlich in Jeviněves umgeändert. 1922 erfolgte die Parzellierung der Chotekschen Güter mit Ausnahme des Weinberges und der Försterei. 1947 wurde im Dorf eine zweiklassige Schule eingerichtet. Diese wurde später wegen rückgängiger Schülerzahl geschlossen und die Kinder nach Lužec nad Vltavou eingeschult. Ebenfalls 1947 erfolgte die Elektrifizierung. Seit 1961 gehört die Gemeinde zum Okres Mělník. Zwischen 1980 und 1990 war Jeviněves nach Spomyšl eingemeindet. Der Wein von Jeviněves wird heute zur Qualitätswein verarbeitet.

## Gemeindegliederung
Für die Gemeinde Jeviněves sind keine Ortsteile ausgewiesen.

## Sehenswürdigkeiten
- Glockenturm
- alter Brunnen unterhalb des Jevín

## Söhne und Töchter der Gemeinde
- Rudolph Chotek von Chotkow (1706–1771), böhmischer Minister